# ASEAN標準時
ASEAN標準時（アセアンひょうじゅんじ、ACT; ASEAN Common Time）とは、東南アジア諸国連合 (ASEAN) のすべての加盟国が採用を計画している標準時である。2004年5月のASEAN高級事務レベル協議において導入を検討することが合意されたものである。時刻を共通にすることで、銀行間取引などの経済活動を円滑にすることを目的としている。一部の地域企業はすでに「ASEAN共通時間」というフレーズを採用し始めており、プレスリリース、発表、法的文書で略語ACTを使用している。
現在、ASEAN諸国で使用されている4つの異なるタイムゾーンは、UTC+06:30 (ミャンマー)、UTC+07:00 (カンボジア、ラオス、タイ、ベトナム、インドネシア西部)、UTC+08:00 (シンガポール、マレーシア、ブルネイ、フィリピン、インドネシア中部）、UTC+09:00（インドネシア東部）である。
この提案では、UTC+08:00をASEAN中央時間として設定し、ミャンマーをUTC+07:00とし、人口の少ないインドネシア東部をUTC+09:00とする。これにより、ASEAN地域の大部分は、中国、香港、マカオ、台湾、西オーストラリアと同期してUTC+08:00を使用することになる。インドネシア東部の島々は、韓国、日本、パラオ、東ティモールと同期して UTC+09:00のままとなる。

## リスト
| 整理する             | 国家               | UTC タイムゾーンのオフセット | 略語           | コメント |
| -------------------- | ------------------ | ---------------------------- | -------------- | --- |
| 真の加盟国           | ミャンマー         | +06:30                       | MMT            | 一部の専門家は、UTC+08:00 ではなく UTC+07:00 に移行する方がより自然な変更であると示唆しています。                                                      |
| 真の加盟国           | タイ               | +07:00                       | ICT            | 2001 年に当時のタクシン・チナワット首相が UTC+08:00 に切り替えようとして失敗しました。 この問題はまだ議論中です。                                      |
| 真の加盟国           | ラオス             | +07:00                       | ICT            | - |
| 真の加盟国           | ベトナム           | +07:00                       | ICT            | 統一後の1975-06-13から |
| 真の加盟国           | カンボジア         | +07:00                       | ICT            | - |
| 真の加盟国           | インドネシア       | +07:00 +08:00 +09:00         | WIB, WITA, WIT | 国内タイムゾーン UTC+08:00 が提案されていますが、それがいつ実装されるか、また実装されるかどうかは明らかではありません。                                |
| 真の加盟国           | シンガポール       | +08:00                       | SGT            | 1982 年 1 月 1 日から |
| 真の加盟国           | マレーシア         | +08:00                       | MYT            | マレー半島は 1982 年 1 月 1 日に UTC+07:30 から切り替えられ、東マレーシアは第二次世界大戦中の日本占領期間を除き、1933 年以来この協定を使用しています。 |
| 真の加盟国           | ブルネイ           | +08:00                       | BNT            | - |
| 真の加盟国           | フィリピン         | +08:00                       | PHT            | - |
| オブザーバー候補国   | 東ティモール       | +09:00                       | TLT            | - |
| オブザーバー候補国   | パプアニューギニア | +10:00                       | PGT            | - |
| 東南アジア諸国連合+3 | 日本               | +09:00                       | JST            | 日本標準時を参照 |
| 東南アジア諸国連合+3 | 韓国               | +09:00                       | KST            | 韓国標準時、平壌時間 (PYT) を参照してください。 |
| 東南アジア諸国連合+3 | 中華人民共和国     | +08:00                       | CST            | 中国標準時、香港時間 (HKT)、マカオ時間 (MST) を参照してください。                                                                                      |